# Pseudoquist pancreàtic
Un pseudoquist pancreàtic és una col·lecció circumscrita de líquids rics en enzims pancreàtics, sang i teixit necròtic, típicament ubicats en la transcavitat dels epiplons. Els pseudoquists pancreàtics solen ser complicacions de la pancreatitis, tot i que en nens sovint es produeixen després d'un trauma abdominal. Els pseudoquists pancreàtics representen aproximadament el 75% de totes les masses pancreàtiques.

## Tractament
El tractament del pseudoquist pancreàtic s'ha d'orientar a evitar qualsevol complicació (1 de cada 10 casos s'infecta). També tendeixen a trencar-se i han demostrat que els quists més grans tenen més probabilitats de ser més simptomàtics, fins i tot necessiten cirurgia. Si no hi ha signes d'infecció, el tractament inicial pot incloure mesures conservadores com el repòs intestinal, la nutrició parenteral i l'observació. Si els símptomes no milloren al cap de 6 setmanes, pot ser adequada la intervenció quirúrgica.
El tipus de procediment quirúrgic, si és necessari, depèn de la ubicació del quist:
- Cistogastrostomia: en aquest procediment quirúrgic es crea una connexió entre la paret posterior de l'estómac i el quist de manera que el quist drena a l'estómac.[4]
- Cistojejunostomia: en aquest procediment es crea una connexió entre el quist i l'intestí prim de manera que el quist fluid dreni a l'intestí prim.[5]
- Cistoduodenostomia: en aquest procediment es crea una connexió entre el duodè (la primera part de l'intestí) i el quist per permetre el drenatge del contingut del quist al duodè.[6] Aquesta tècnica se seol utilitzar quan els pseudoquists es produeixen al cap del pàncrees.[7]